# Amt Schafflund
Het Amt Schafflund is een Amt in de Duitse deelstaat Sleeswijk-Holstein. Het Amt ontstond in 1970 toen het voormalige Landkreis Südtondern werd opgeheven. Het overgrote deel van Südtondern werd deel van Noord-Friesland. Zes gemeenten gingen deel uitmaken van de Landkreis Schleswig-Flensburg en vormen sindsdien met zeven andere gemeenten het Amt Schaffund. Het bestuur zetelt in Schafflund.

## Deelnemende gemeenten
| 1. Böxlund 2. Großenwiehe 3. Hörup 4. Holt 5. Jardelund | 1. Lindewitt 2. Medelby 3. Meyn 4. Nordhackstedt | 1. Osterby 2. Schafflund 3. Wallsbüll 4. Weesby |